# Cicurina caverna
Cicurina caverna är en spindelart som beskrevs av Willis J. Gertsch 1992. Cicurina caverna ingår i släktet Cicurina och familjen kardarspindlar. Inga underarter finns listade i Catalogue of Life.